# Shintaro Sakamoto
Shintaro Sakamoto (Prefettura di Osaka, 9 settembre 1967) è un musicista e cantautore giapponese.

## Biografia
Sakamoto nasce nella prefettura di Osaka, ma dalla tenera età fino alle scuole superiori si trasferisce continuamente: a due anni si trasferisce a Yokohama nella prefettura di Kanagawa, poi a Kawasaki, Koganei, Tokyo, ritorna a Kawasaki per poi trasferirsi a Shimonoseki durante l'ultimo anno delle scuole elementari. Frequentò le scuole medie nella prefettura di Fukuoka e le scuole superiori nella prefettura di Nagano, per poi laurearsi nel dipartimento di graphic design della Tama Art University.
La sua carriera musicale inizia nel 1989 come cantante e chitarrista del gruppo rock Yura Yura Teikoku, assieme al batterista Atsushi Yoshida e al bassista Chiyo Kamekawa, suoi colleghi universitari. Con questa band pubblicherà 21 album in studio fino al 2010, anno del loro scioglimento, precisamente il 31 marzo. 
Dopo aver fondato la sua etichetta discografica nel 2011, la Zelone Records, Sakamoto inizia la sua carriera solista subito dopo la rottura con la band, rilasciando il suo primo album da solista nel 2012, intitolato How to Live with a Phantom. Il progetto rappresenta un significativo allontanamento dal rock, descritto come un funk "morbido" e paragonato molto spesso allo stile di Todd Rundgren. Poco prima aveva anche lavorato alla colonna sonora dell'anime Tada's Do-it-All House. Successivamente ha collaborato con il batterista Yuta Suganuma e il bassista Aya della band OOIOO per produrre il suo secondo LP, Let's Dance Raw, pubblicato nel 2014. Il progetto fonde il rock psichedelico e il funk con svariate influenze globali, in particolare con l'uso della steel guitar, definita da NPR Music nel brano You Can Be A Robot, Too come "vibrante e contagiosa". 
Nel 2016 pubblica il suo terzo album, Love If Possibile, ma ancora non era tornato a esibirsi dal vivo dopo lo scioglimento degli Yura Yura Teikoku, se non come turnista segreto durante il tour giapponese degli Yo La Tengo. Un primo ritorno fu il 27 ottobre 2017, quando Sakamoto si è esibito al "Week-End Festival" a Colonia, in Germania, ma i suoi primi concerti ufficiali da solista li ha tenuti al LIQUIDROOM a Tokyo il 17 e 29 gennaio 2018, ufficializzando il suo ritorno. Infatti nel 2019 tiene un tour negli Stati Uniti e collabora con Devendra Banhart e Mayer Hawthorne. Nel 2020 ha doppiato il protagonista del film On-Gaku: Our Sound, e nel 2022 ha pubblicato il suo quarto album in studio, Like a Fable.

## Discografia

### Album in studio
- 2011 - How to Live with a Phantom
- 2014 - Let's Dance Raw
- 2016 - Love if Possible
- 2022 - Like a Fable

### EP
- 2013 - Don't Know What's Normal
- 2021 - The Feeling of Love